# William Enfield
William Enfield est un ministre anglican, né le 29 mars 1741 à Sudbury (Suffolk) et mort le 3 novembre 1797. Il était professeur de belles-lettres à Warrington (Lancaster). 

## Œuvres
Il a publié pour l'instruction de la jeunesse : the Speaker (l'orateur), 1775, choix de morceaux oratoires; Sermons biographiques ou Suite de discours sur les principaux personnages de l'Écriture sainte, 1777; Histoire de la philosophie, extraite de Brucker, 1790.

## Source
Cet article comprend des extraits du Dictionnaire Bouillet. Il est possible de supprimer cette indication, si le texte reflète le savoir actuel sur ce thème, si les sources sont citées, s'il satisfait aux exigences linguistiques actuelles et s'il ne contient pas de propos qui vont à l'encontre des règles de neutralité de Wikipédia.
- VIAF
- ISNI
- BnF (données)
- IdRef
- LCCN
- GND
- Belgique
- Pays-Bas
- Pologne
- Israël
- Vatican
- WorldCat